# Іванівка (Калінінградська область)
Іванівка (рос. Ивановка) — селище Полєського району, Калінінградської області Росії. Входить до складу Тургенєвського сільського поселення.
Населення —  153 особи (2015 рік). 

## Населення
| 2002 | 2010 |
| ---- | ---- |
| 115  | ↗153 |